# 吉田牧場 (岡山県)
吉田牧場（よしだぼくじょう）は、岡山県加賀郡吉備中央町にある酪農牧場 兼 チーズ生産工房（フェルミエ）。繋養牛の乳を使用したナチュラルチーズを製造し、全国のレストランや一般に向けて販売している。

## 歴史
1984年、岡山県御津郡加茂川町（現：吉備中央町）に吉田全作が「吉田牧場」を創業。
吉田は北海道大学農学部を卒業後、農協関連団体に勤務していたが、雑誌『暮らしの手帖』に掲載されていた、フランス・ノルマンディー地方でチーズを手作りする老夫婦の紹介記事を読んだことをきっかけとしてチーズ作りに興味を抱いた。それまでの職場では希望と異なる職種の部署へ配属されていたこともあり、4年余りで脱サラし、開業まで郷里の岡山で酪農研修を積んでいた。
開業当初からチーズ製造を目標としていたが、資金や施設の都合から数年間は農協の下請けの形で牛乳を生産していた。以後、農協の増産方針に従って牛の繋養頭数を増やしていったが、1987年に突如として減産要求を通告される。これ以前から品質よりも生産目標を優先する農協に不信感を抱いていた吉田は、突然の方針転換を機に下請け経営からの脱却を図り、牛の売却益を元にチーズ生産工房を建設、かねて目標としていたナチュラルチーズの製造に着手した。
イギリスから取り寄せた文献や、他の製造業者からの手ほどきを頼りにカマンベール、ラクレットといった品種を製造していたが、最初の2年ほどの出来は拙いものであった。吉田は製法を練るためチーズ生産のきっかけとなったノルマンディーへ赴くことを決意し、岡山県庁に補助金の交付を要請した。この後、県の担当者によって県内農業に貢献する青年農家を表彰する「矢野賞」に推薦され、受賞と同時に賞金50万円が授与された。吉田はこの賞金を元に1989年夏にフランスへ渡り、フェルミエやレストランを視察した。
ノルマンディーでは著名な職人であるフランソワ・デュランのフェルミエを訪ねたが、気候の違う日本でノルマンディーと同様のチーズを作ることはできず、独自の工夫を凝らすべきであることを諭された。帰国後、吉田は自家製乳酸菌の研究を始める傍ら、牛種も従来のホルスタインから、乳量が多く、傾斜度が強い吉田牧場の土地に合ったブラウンスイスへと転換、また牛の放牧地を確保し、牛舎で繋養する都市型酪農から脱却した。これらの試みが功を奏し、生産される牛乳の質は飛躍的に向上した。またブラウンスイス導入と同時期、世界各地でイタリアチーズの普及を試みていたイタリア参事官、サルバトーレ・ピンナから1年間に渡ってモッツァレラ製造の指導を受け、良質なチーズの製造に成功した。ピンナからは他にリコッタ、カチョカヴァッロといった品種の製法も伝授され、これらは吉田牧場の代表的な製品となった。
折からのイタリア料理ブームにも後押しされ、1990年代半ばには年商1000万円を達成した。これに前後して、ピンナからイタリア料理シェフの落合務を紹介され、その品質を認められて落合のレストランにチーズの納入を始めた。やがて落合の知己にも品質の高さが知れ渡り、吉田牧場のチーズは全国各地の有名レストランで使用され始めた。これに伴って各種メディアに紹介され、一般からの注文も大きく増加したが、「儲けるために始めたチーズ生産ではなく、家庭で使う分の余剰を売っている」という吉田の考えから増産は行われず、吉田全作と妻、および息子で後継者の吉田原野夫妻の4名で経営が続けられている。

## 製造品目
- リコッタ
- モッツァレラ
- カマンベール
- ラクレット
- サンマルセラン
- ウォッシュタイプ
- カチョカヴァッロ

## 主なメディア紹介
- 『情熱大陸』（毎日放送、2005年6月26日放送）
- 『プロフェッショナル - 仕事の流儀』（NHK、2013年10月18日放送）

## 関連著作
- 『吉田牧場 牛と大地とチーズの25年』（ワニブックス、2010年）ISBN 978-4847060243
- 『チーズのちから - フェルミエ 吉田牧場の四季』（ワニブックス、2010年）ISBN 978-4847019333